# Nekra
Nekra es una supervillana mutante ficticia que aparece en los cómics estadounidenses publicados por Marvel Comics. El personaje fue creado por Steve Gerber y Ross Andru para el cómic de 1973 Shanna la Diablesa. Ella es una mutante causada por una explosión atómica en Los Alamos Proving Grounds, al igual que Mandril.

## Historial de publicaciones
Nekra apareció por primera vez en Shanna la Diablesa # 5 (agosto de 1973), y fue creada por Steve Gerber y Ross Andru.
El personaje aparece posteriormente en Marvel Two-In-One # 3 (mayo de 1974), Daredevil # 109-112 (mayo-agosto de 1974), Spider-Woman # 13-16 (junio-julio de 1979), # 50 (junio de 1983), West Coast Avengers # 2 (octubre de 1985), The Vision and the Scarlet Witch # 1-2 (octubre-noviembre de 1985), # 12 (septiembre de 1986), Web of Spider-Man # 46 (enero de 1989), Alpha Flight # 79–80 (diciembre de 1989 a enero de 1990), Avengers Spotlight # 29 (febrero de 1990), Avengers West Coast # 65 (diciembre de 1990) y la novela gráfica Avengers: Death Trap, the Vault (1991). El personaje no aparece durante varios años después de eso, hasta que reapareció en Witches # 1 (agosto de 2004) y The Loners # 1 (junio de 2007) y # 4-5 (septiembre-octubre de 2007).
Nekra recibió entradas en el Manual oficial original del Universo Marvel # 8, el Manual oficial del Universo Marvel Edición Deluxe # 9 y el Nuevo Manual oficial del Universo Marvel A – Z # 8 (2006).

## Biografía ficticia
Hace décadas, Gemma Sinclair era una señora de limpieza afroamericana en el Laboratorio Nacional de Los Álamos. Un experimento de laboratorio explosivo bombardea a Gemma con radiación, lo que hace que su futura hija nazca mutante. Nekra nace con colmillos y piel blanca, pero no es albina. Odiada por sus padres y la comunidad, Nekra huye al desierto de Nuevo México para vivir sola cuando tiene 14 años.
Pronto se encuentra por casualidad con otro niño que ha sido mutado por la misma explosión. Aunque sus padres eran blancos, él había nacido de piel oscura y había desarrollado pelaje y rasgos parecidos a los de un babuino, por lo que se había llamado a sí mismo Mandril. Durante seis años viven del robo y la recolección de residuos hasta que son atacados por una turba de linchadores que pensaba que eran monstruos. Mientras está llena de rabia, Nekra descubre que es invulnerable a los ataques de la mafia. Asesinando a algunos de sus perseguidores, los dos escapan y se miran como si fueran hermanos.
Más tarde, los dos viajan a África como parte del ambicioso plan de Mandril para derrocar a múltiples naciones a través de Espectro Negro, un culto a la personalidad impulsado por el control feromonal de Mandril sobre las mujeres. Este esfuerzo se ve frustrado por Shanna la Diablesa. Los dos finalmente escapan, secuestrando al padre de Shanna en el proceso y finalmente matándolo.
Su próxima trama es de medios similares, mediante el cual usan los poderes de Mandril para crear un culto de mujeres negras para derrocar a Estados Unidos. Finalmente son derrotados en el césped de la Casa Blanca por Daredevil, Viuda Negra y Shanna. Abandonada por Mandril, Nekra es capturada por las autoridades.
Nekra está cautiva y drogada en un hospital de S.H.I.E.L.D. hasta que un mensaje subliminal de Hate-Monger sin darse cuenta le dio la rabia necesaria para liberarse. Mientras está en las alcantarillas de Nueva York, Nekra se encuentra con un culto de Kali, al que persuade de que ella misma era la reencarnación de Kali. Luego se muda a la costa oeste donde mata y reemplaza a Adrienne Hatros, la solitaria patrocinadora de una clínica de investigación emocional donde Nekra espera superar su propia dependencia de las emociones. Allí desarrolla una droga para dominar los sentimientos de afecto y la prueba de campo con éxito, utilizando a Spider-Woman como el objetivo de sus sentimientos.
Nekra se une al maestro vudú Black Talon como tutor de vudú, y con Segador como su amante. Cuando Segador muere en combate, Nekra es capaz de reanimarlo brevemente como un zombi, tan realista que incluso Segador no se da cuenta de que está muerto. Sin embargo, cuando el amor de Nekra se vuelve más grande que su odio, Segador muere de nuevo. Nekra se lleva su cadáver con ella, con la esperanza de reanimarlo nuevamente.
Nekra luego tuvo encuentros con Spider-Man, y luego con Henry Pym. Ella también luchó contra Alpha Flight a instancias de Llan el Hechicero.
Nekra pasa algún tiempo en la prisión de supervillanos la Bóveda. Durante un motín en toda la prisión, ella y Mister Hyde tienen un breve interludio romántico.
Nekra finalmente logra volver a animar a Segador nuevamente, pero esta vez hay una advertencia: tiene que matar a una persona cada 24 horas para mantenerse 'vivo'. Segador elige a Nekra como su primera víctima y la mata.
Sintiendo la amenaza potencial del Doctor Druid, Daimon Hellstrom usa su magia para reanimar a Nekra y la envía a investigarlo. Primero, ella seduce al Doctor Druid, que niega sus poderes, pero él logra recuperarlos a través del sacrificio. Nekra luego dispara al Doctor Druid en la frente, matándolo.
Nekra es uno de los pocos mutantes que ha conservado sus poderes a raíz de House of M.
Nekra resurge y se la ve donando material genético a un anillo de M.G.H. que había surgido en Los Ángeles después de la muerte del Orgullo. Ella es derrotada por Ricochet, Darkhawk y la tercera Spider-Woman. Más tarde regresa al lugar de reunión de los Solitarios para vengarse de ellos. Nekra luchó y derrotó fácilmente a todos los Solitarios y procede a estrangular a Mickey, cuando es golpeada atrás por una misteriosa dama llamada "Namie".
Una chica con el alias Death Reaper hace una aparición en Dark Reign: Zodiac. Ella dice ser la hija ilegítima de Nekra. Nekra se une a la nueva Legión Letal de Segador. Ella y el resto de la Legión son traicionados por Segador, quien los usa como una táctica para dar a los Vengadores de Osborn una mejor publicidad. Ella es enviada a prisión, con la impresión de que Segador está muerto.
Nekra se ve durante los disturbios en San Francisco con Frenesí de los Acólitos. Karma les dice a ambas que se comporten, pero Nekra le dice que les prometieron la utopía y que nunca dejarán de cazar mutantes. Siempre serán cazadas, atormentadas y asesinadas. Luego es criticada por Ms. Marvel. Más tarde participa en la batalla final. Una vez más enfrentada a los Vengadores Oscuros de Osborn, así como a sus X-Men, ella sigue al resto de los mutantes a la isla de Utopía. También se revela que tiene una hija llamada Death Reaper que es aliada del villano Zodiac.
Durante la historia de la Guerra del Caos, Nekra ayuda a un Segador resucitado a luchar contra los Vengadores Muertos. Ella fue asesinada con Segador cuando Visión se autodestruyó.
En algún momento, Nekra aceptó la ciudadanía de la nación mutante soberana Krakoa. Se involucró con Oya. Cuando los dos mataron a un grupo de mercenarios que invadían la isla por mar, fueron condenados al Pozo del Exilio por violar la ley de "no matar a nadie". Al llegar a la realidad simulada del pozo, fueron recibidos por su único residente en ese momento: Sabretooth, quien prometió torturarlos como práctica. Si bien al principio trató de cazarlos, Third-Eye eventualmente usó sus poderes para romper la ilusión y convencer a Víctor de que no eran ellos a los que quería lastimar, por lo que cambió la ilusión para convertirlos a todos en compañeros de prisión con el Profesor X y Magneto como guardianes. Víctor comenzó a trabajar en un plan para que escaparan del pozo canalizando sus conciencias a través de la isla para que pudieran manifestarse en tierra. Envió a todos a la superficie en misiones para reunir aliados para ayudarlos en su búsqueda, Nekra desconfiado y Oya decidieron ignorar su pedido y en su lugar buscaron a su propio aliado, ¡Bling!. Cuando una pelea entre Sabretooth y Melter casi mata a todos en el pozo, Nekra y Oya se salvan cuando Third-Eye arrastra sus conciencias al plano astral mientras Krakoa arregla sus cuerpos. Se encuentran en una recreación de la casa de la infancia de Sabertooth con él allí esperándolos, después de cenar juntos, todos discutieron qué hicieron para que los arrojaran al pozo y si merecían estar allí. Poco después, se encontraron con Cypher, quien les informó que Sabretooth los había traicionado y escapó de The Pit por su cuenta. Les ofreció sus propias liberaciones con dos condiciones, que tomaran como prisioneros a Nanny, Orphan-Maker y Sapo, que se habían estado escondiendo en el Infierno de Sabertooth por donde habían entrado originalmente y que el equipo reunido persiguiera a Sabertooth para que pueda ser castigado por sus crímenes. El equipo de exiliados luego navega en un bote hecho por Madison Jeffries con Nekra asegurándole a Oya que nunca regresarán a Krakoa.
El equipo rastreó a Sabretooth hasta Noble Island, que ella y Oya se horrorizaron al descubrir que era un vertedero de cuerpos de mutantes con los que Orchis experimentó. Después de luchar contra un agente de Orchis con superpoderes llamado "La Creación" y perder a Orphan-Maker, Dientes de Sable subió a un bote y con aire de suficiencia les ofreció llevarlos. Después de darle a Sabertooth una paliza salvaje, en la que notó que su factor de curación había dejado de funcionar. El equipo se embarcó en una misión para rescatar a Orphan-Maker de la segunda base de Orchis, y Nekra reconoció a regañadientes la necesidad de las habilidades de Sabretooth. Mientras estaba allí, Oya preguntó por qué no había usado la semilla que Cypher le dio para llevar a Sabertooth de regreso a Krakoa para ser castigada y reiteró su desconfianza hacia los líderes de Krakoa. Dentro de la base encontraron una prisión llena de mutantes y la creación del Doctor Barrington se estrelló contra la pared. Nekra quería pelear pero Sabertooth la detuvo, reconociendo que estaba huyendo de algo. Ella explicó que había visto a Orphan-Maker quitarse el casco y aparentemente matar al Dr. Barrington con una sola mirada. Ahora que su X-Gene finalmente se activó, el inmenso poder de Orphan-Maker iba a matar a todos en la base. Con todos inseguros de qué hacer, Third-Eye los llevó a todos de regreso al Plano Astral.
Después de que Nanny y Jeffries construyeron un nuevo traje para Orphan-Maker en el Plano Astral, el equipo escapa con los prisioneros liberados de Orchis, en su bote, que Maddison usó escombros de la base destruida para convertirlo en un recipiente lo suficientemente grande como para contenerlos a todos. Sabretooth decide promulgar un último plan de venganza contra el Consejo Silencioso poniendo a todos los jóvenes prisioneros mutantes en contra de Krakoa. Es interrumpido cuando el equipo llega a la base final de Orchis bajo el agua y es golpeado por un maremoto. Durante la conmoción, Sabretooth es nuevamente secuestrado por Orchis y le dice a su equipo que lo busque antes de desaparecer. El resto del equipo, junto con la Dra. Barrington y su creación, están atrapados en la base con los niños que instintivamente los atacan por temor a que estén allí para realizar más experimentos. Después de que Nanny cierra los cerebros de todos, excepto de ella misma y Orphan-Maker, todo el equipo se despierta en el barco, excepto Nanny y Orphan-Maker, el Dr. Barrington y su creación y Sabretooth, quienes se fueron para perseguir sus propios objetivos, Nanny y Orphan-Maker llevándose a todos los bebés mutantes con ellos.

## Poderes y habilidades
Posee la capacidad de aumentar su fuerza, resistencia y resistencia al dolor y las lesiones al aprovechar sus emociones violentas. Su mayor actividad suprarrenal provoca una serie de reacciones metabólicas dentro de su cuerpo que endurecen su piel y aumentan la eficiencia de sus músculos. En su punto máximo, puede levantar aproximadamente 10 toneladas, soportar una explosión de aproximadamente 100 libras de TNT y grados extremos de frío y calor. Sus poderes están limitados por el tiempo que puede mantener su estado emocional, generalmente no más de una hora.